# Viviz
Viviz, estilizado como VIVIZ, es un grupo musical femenino de Corea del Sur formado por tres integrantes y creado por BPM Entertainment en 2021. Está compuesto por Eunha, SinB y Umji, tres exintegrantes del grupo GFriend, disuelto en mayo de 2021. Hicieron su debut con el EP Beam of Prism el 9 de febrero de 2022

## Nombre
El nombre del grupo, VIVIZ, es una abreviatura de la frase «Vivid dayz», que reúne los conceptos de «claro», «intenso» y «días», definido por la agencia como «el significado de convertirse en unas artistas que siempre expresan con orgullo sus propios colores al mundo». Además, su pronunciación en coreano es «bi-bi-ji», que hace referencia al nombre de las tres miembros del grupo: Eunha (Jung Eun-bi), SinB (Hwang Eun-bi) y Umji (Kim Ye-won), sílabas escritas en coreano como 비, 비 y 지.

## Historia

### 2015-2021: Carrera con GFriend
El 15 de enero de 2015, el sello surcoreano Source Music debutó al grupo femenino GFriend, compuesto por seis integrantes (Sowon, Yerin, Eunha, Yuju, SinB y Umji) con su primer miniálbum llamado Season of Glass. Desde su debut, GFriend se convirtió en uno de los grupos femeninos más importantes de la escena K-pop, con una discografía que incluyó cuatro álbumes de estudio, diez EPs y diecinueve sencillos. A lo largo de su carrera obtuvieron premios en varias ceremonias musicales de Corea del Sur, como los Melon Music Awards, Mnet Asian Music Awards y los Gaon Chart Music Awards, entre otros.
El 18 de mayo de 2021, Source Music informó sobre el vencimiento del contrato de las miembros con la discográfica y reveló que todas habían decidido no renovarlo; sin embargo, no se anunció explícitamente que el grupo se separaría. El 19 de mayo, las miembros presentaron cartas escritas a mano a través de Weverse, donde la líder del grupo, Sowon, señaló: «Oficialmente GFriend está llegando a su fin, pero no es el final de nosotras», por lo que dio a entender que GFriend se disolvía y que tomarían un nuevo camino por separado. Los contratos de las miembros con Source Music expiraron el 22 de mayo.

### 2021-presente: Nueva agencia y debut de Viviz
El 6 de octubre de 2021, se informó públicamente que Eunha, SinB y Umji, quienes fueron miembros de GFriend, firmaron con la agencia Big Planet Made Entertainment (BPM Entertainment). «Ya ha pasado mucho tiempo. Lo siento y estoy agradecida con los fanáticos que han esperado durante mucho tiempo. ¡Comenzaré de nuevo en BPM Entertainment junto con SinB y Umji! Gracias por su amor y apoyo inmutables, y quiero retribuir con buena música y buenas actuaciones a todos ustedes a quienes realmente amo», señaló Eunha a través de las redes sociales.
El 8 de octubre, BPM Entertainment dio a conocer que Viviz sería el nombre del nuevo grupo, por lo que se convirtió en el segundo artista de la compañía, además de la solista Soyou, antigua miembro del grupo Sistar. Junto al anuncio se publicó un video de las integrantes en el que anunciaban su próximo debut. El 24 de enero de 2022 se anunció en las redes sociales de BPM Entertainment que el grupo realizaría su debut el 9 de febrero de 2022 con el miniálbum Beam Of Prism.
El 10 de febrero presentaron por primera vez su sencillo «BOP BOP!», en el programa musical M Countdown de Mnet, y debido a la programación de los Juegos Olímpicos de Invierno no promocionaron en otros programas.  El 16 de febrero obtuvieron el primer lugar en el programa Show Champion de MBC Music, a tan solo una semana de su debut, por lo que el grupo fue uno los más rápidos en conseguir este reconocimiento y al día siguiente repitieron la hazaña en M Countdown ganando por segunda ocasión el primer lugar. El 21 de febrero de 2022 se confirmó que Viviz participaría en la segunda temporada del programa de competencia de Mnet Queendom, que se estrenó el 31 de marzo del mismo año. El 29 de abril se informo que VIVIZ colaboraría con el DJ Belga Yves V como parte de su campaña previa al ingreso al mercado de Estados Unidos, también como parte de su expansión internacional se conoció que su agencia en el extranjero será The Unit Label.
El 23 de julio de 2022 BPM Entertainment anunció que VIVIZ lanzará su segundo álbum EP titulado Summer Vibe, el cual será presentado el 6 de julio, teniendo como sencillo principal «Loveade» para su promoción. La agencia también indicó en un comunicado, que el trío pretende convertirse en la nueva «reina de verano»
El 21 de octubre de 2022, la plataforma web Universe anunció que el 27 de octubre VIVIZ lanzara un single denominado «Rum Pum Pum» como parte de su serie Universe Music.
El 9 de enero de 2023  BPM Entertainment  publicó un video anunciando su regreso y el lanzamiento de su tercer álbum EP, titulado VarioUS, el 31 de enero. Este nuevo álbum llega seis meses después del lanzamiento de su segundo segundo álbum EP, Summer Vibe.
El 11 de octubre, se anunció que Viviz regresaría el 2 de noviembre con su cuarto EP, Versus.
El 8 de octubre de 2025, Viviz publicó su primer álbum de estudio, titulado A Montage of ().

## Miembros

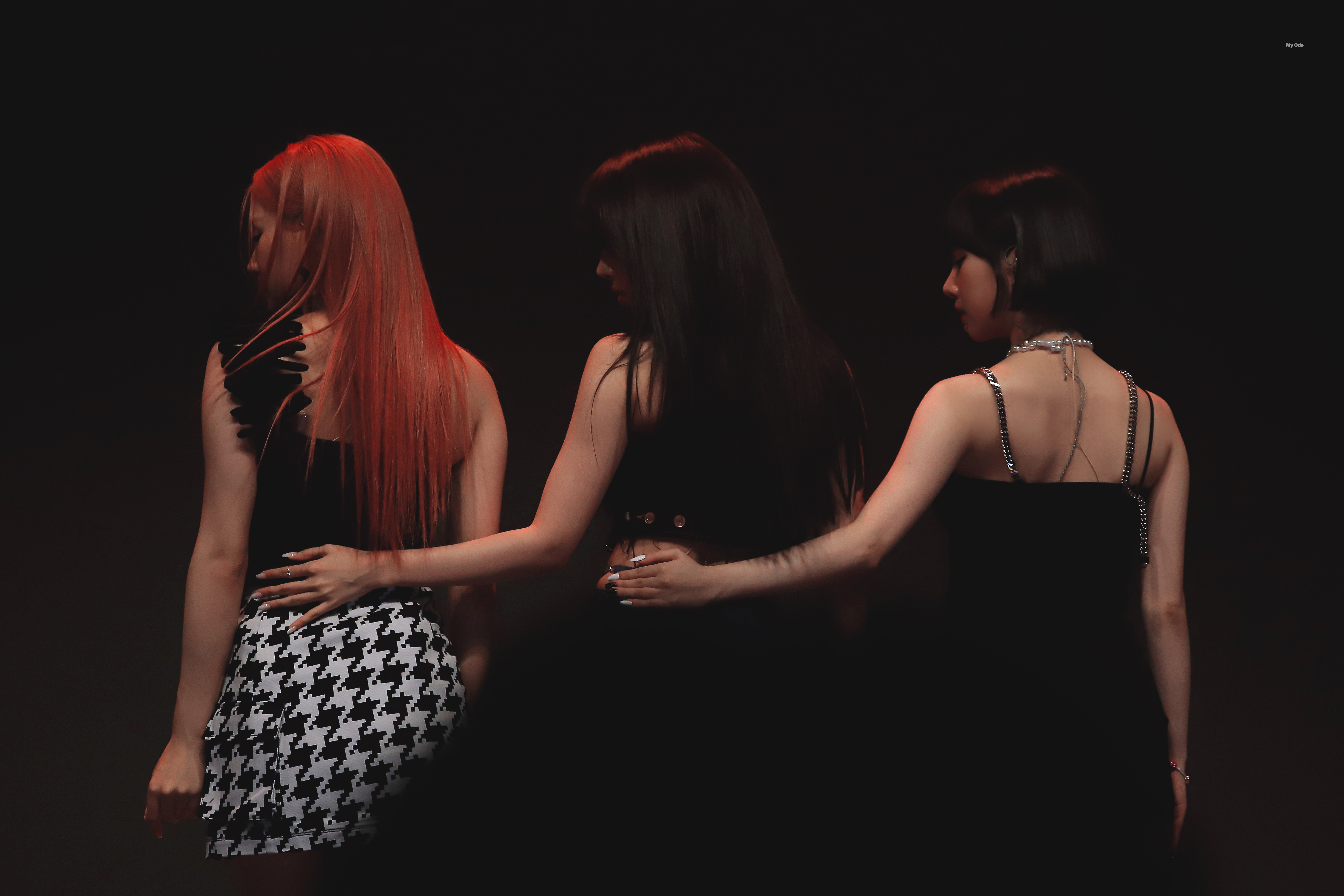
VIVIZ en agosto de 2022 De izquierda a derecha: Umji, SinB y Eunha.

| Integrantes      | Integrantes      | Integrantes          | Integrantes          | Integrantes                    | Integrantes             |                       |
| Nombre artístico | Nombre artístico | Nombre de nacimiento | Nombre de nacimiento | Fecha de nacimiento            | Lugar de nacimiento     | Posición              |
| Romanización     | Hangul           | Romanización         | Hangul               | Fecha de nacimiento            | Lugar de nacimiento     | Posición              |
| ---------------- | ---------------- | -------------------- | -------------------- | ------------------------------ | ----------------------- | --------------------- |
| Eunha            | 은하             | Jung Eun-bi          | 정은비               | 30 de mayo de 1997 (28 años)   | Seúl, Corea del Sur     | Vocalista y bailarina |
| SinB             | 신비             | Hwang Eun-bi         | 황은비               | 3 de junio de 1998 (27 años)   | Cheongju, Corea del Sur | Vocalista y bailarina |
| Umji             | 엄지             | Kim Ye-won           | 김예원               | 19 de agosto de 1998 (26 años) | Incheon, Corea del Sur  | Vocalista y bailarina |

## Discografía

### Álbumes de estudio
| Título          | Detalles                                                                                 | Mejor posición | Ventas        |
| Título          | Detalles                                                                                 | COR            | Ventas        |
| --------------- | ---------------------------------------------------------------------------------------- | -------------- | ------------- |
| A Montage of () | - Lanzamiento: 8 de julio de 2025 - Discográfica: BPM - Formatos: CD, digital, streaming | 7              | - COR: 53 000 |

### EP
| Título                                                                                 | Detalles                                                                                     | Mejores posiciones | Mejores posiciones | Ventas                     | Certificaciones |
| Título                                                                                 | Detalles                                                                                     | COR                | JPN                | Ventas                     | Certificaciones |
| -------------------------------------------------------------------------------------- | -------------------------------------------------------------------------------------------- | ------------------ | ------------------ | -------------------------- | --------------- |
| Beam of Prism                                                                          | - Lanzamiento: 9 de febrero de 2022 - Discográfica: BPM - Formato: CD, digital, streaming    | 2                  | 42                 | - JPN: 1 141 - COR: 50 000 |                 |
| Summer Vibe                                                                            | - Lanzamiento: 6 de julio de 2022 - Discográfica: BPM - Formato: CD, digital, streaming      | 8                  | 45                 | - JPN: 1 005 - COR: 78 774 |                 |
| Various                                                                                | - Lanzamiento: 31 de enero de 2023 - Discográfica: BPM - Formato: CD, digital, streaming     | 4                  | 40                 | - JPN: 1 105 - COR: 82 782 |                 |
| Versus                                                                                 | - Lanzamiento: 2 de noviembre de 2023 - Discográfica: BPM - Formato: CD, digital, streaming  | 9                  | —                  | - COR: 55 554              |                 |
| Voyage                                                                                 | - Lanzamiento: 7 de noviembre de 2024 - Discográfica: BPM - Formatos: CD, digital, streaming | —                  | —                  |                            |                 |
| «—» indica que el álbum no alcanzó posición alguna o no fue lanzado en ese territorio. |                                                                                              |                    |                    |                            |                 |

### Sencillos
| Título                                                                             | Año  | Mejores posiciones | Mejores posiciones | Mejores posiciones | Álbum           |
| Título                                                                             | Año  | COR                | COR Billb.         | EUA World          | Álbum           |
| ---------------------------------------------------------------------------------- | ---- | ------------------ | ------------------ | ------------------ | --------------- |
| «Bop Bop!»                                                                         | 2022 | 102                | 60                 | 5                  | Beam of Prism   |
| «Loveade»                                                                          | 2022 | 191                | —                  | —                  | Summer Vibe     |
| «Pull Up»                                                                          | 2023 | 151                | —                  | —                  | Various         |
| «Maniac»                                                                           | 2023 | 14                 | 14                 | —                  | Versus          |
| «Shhh!»                                                                            | 2024 | —                  | —                  | —                  | Voyage          |
| «La La Love Me»                                                                    | 2025 | 188                | —                  | —                  | A Montage of () |
| «—» indica que el sencillo no alcanzó posición alguna o no fue lanzado en el país. |      |                    |                    |                    |                 |

### Sencillos promocionales
| Título        | Año  | Mejor posición | Álbum     |
| Título        | Año  | COR Down.      | Álbum     |
| ------------- | ---- | -------------- | --------- |
| «Rum Pum Pum» | 2022 | 40             | Sin álbum |

### Apariciones en bandas sonoras
| Título                                                                             | Año  | Mejor posición | Álbum              |
| Título                                                                             | Año  | COR Down.      | Álbum              |
| ---------------------------------------------------------------------------------- | ---- | -------------- | ------------------ |
| «Come on Baby Tonight» (늘 지금처럼)                                               | 2022 | 39             | Ditto OST          |
| «Make Me Love U»                                                                   | 2023 | 130            | Bo-ra! Deborah OST |
| «Spoiler»                                                                          | 2023 | 88             | My Lovely Liar OST |
| «—» indica que el sencillo no alcanzó posición alguna o no fue lanzado en el país. |      |                |                    |

### Otras canciones en listas
| Título               | Año  | Mejor posición | Álbum           |
| Título               | Año  | COR Down.      | Álbum           |
| -------------------- | ---- | -------------- | --------------- |
| «Hands Off My Heart» | 2025 | 54             | A Montage of () |
| «Citrus»             | 2025 | 69             | A Montage of () |
| «Sticker»            | 2025 | 71             | A Montage of () |
| «Toxic»              | 2025 | 72             | A Montage of () |
| «Hipnotic»           | 2025 | 75             | A Montage of () |
| «Love Language»      | 2025 | 67             | A Montage of () |
| «Milky Way»          | 2025 | 64             | A Montage of () |
| «Wildflower»         | 2025 | 65             | A Montage of () |

### Vídeos musicales
| Año             | Título | Álbum           | Director                          | Ref.   |
| --------------- | ------ | --------------- | --------------------------------- | ------ |
| «Bop Bop!»      | 2022   | Beam of Prism   | Yeom Woo-jin                      | [ 50 ] |
| «Loveade»       | 2022   | Summer Vibe     | Shin Hee-won                      | [ 51 ] |
| «Rum Pum Pum»   | 2022   | Sin álbum       | Studio Saipens                    | [ 52 ] |
| «Pull Up»       | 2023   | Various         | Kim Ja Kyoung                     | [ 53 ] |
| «Maniac»        | 2023   | Versus          | Kim Ja Kyoung                     | [ 54 ] |
| «Shhh!»         | 2024   | Voyage          | Lee Hyesu, Hong Jaehwan (SWISHER) | [ 55 ] |
| «La La Love Me» | 2025   | A Montage of () |                                   |        |

## Filmografía

### Televisión
| Año  | Programa       | Cadena   | Notas        | Ref    |
| ---- | -------------- | -------- | ------------ | ------ |
| 2022 | Queendom 2     | Mnet     | Concursante  | [ 56 ] |
| 2022 | Do not disturb | UNIVERSE | Reality Show |        |

## Premios y nominaciones

### Coreanos
| Año  | Premio                      | Categoría                 | Recibidor(es) | Resultado | Ref.   |
| ---- | --------------------------- | ------------------------- | ------------- | --------- | ------ |
| 2022 | K-Global Heart Dream Awards | K-Global Hot Star Award   | Viviz         | Ganador   | [ 57 ] |
| 2022 | Brand of the Year Awards    | Rookie Female Idol Award  | Viviz         | Ganador   | [ 58 ] |
| 2024 | Hanteo Music Awards         | Emerging Artist           | Viviz         | Ganador   | [ 59 ] |
| 2024 | Hanteo Music Awards         | Popular Performance Group | Viviz         | Ganador   | [ 59 ] |
| 2024 | Universal Superstar Awards  | Universal Social Icon     | Viviz         | Ganador   | [ 60 ] |

### Programas musicales
Lista de canciones en competencia y primeros lugares conseguidos en los seis programas más importantes de competencia musical de la televisión de Corea del Sur.
| Año   | Canción    | Inkigayo | M! Countdown | Music Bank | Show Champion | Show! Music Core | The Show | TOTAL |
| ----- | ---------- | -------- | ------------ | ---------- | ------------- | ---------------- | -------- | ----- |
| 2022  | «BOP BOP!» |          | 26/01/22     |            | 26/01/22      |                  |          | 2     |
| 2022  | «LOVEADE»  |          |              |            |               |                  |          | 0     |
| 2023  | «PULL UP»  |          |              |            |               |                  |          | 0     |
| 2023  | «MANIAC»   |          |              |            |               |                  |          | 0     |
| TOTAL | TOTAL      | 0        | 1            | 0          | 1             | 0                | 0        | 2     |